# Juan Luis Ruiz de la Peña
Juan Luis Ruiz de la Peña (Vegadeo, Asturias, 1 de octubre de 1937-27 de septiembre de 1996) fue un teólogo español, hermano de los profesores Juan Ignacio y Álvaro Ruiz de la Peña.

## Biografía
Al estallar la Guerra Civil, su familia, católica y conservadora se marchó de Oviedo al Occidente de Asturias, buscando refugio. Al concluir la contienda, Juan Luis realizó el bachillerato en el Colegio Hispania, de Oviedo. En enero de 1954 entró en el Seminario de Oviedo y se ordenó sacerdote en 1961. Después, amplió estudios en Roma, en la Universidad Gregoriana, donde tuvo como maestro al jesuita Juan Alfaro Jiménez. También estudió en el Pontificio Instituto de Música Sacra, especializándose en piano y órgano.
Fue designado profesor de Escatología, impartiendo lecciones de Antropología Teológica y de Teología de la Creación e inició un diálogo con la filosofía marxista. En 1964 fue designado profesor de Teología Sistemática en el Seminario de Oviedo. Ejerció la docencia de 1971 a 1976 en la Facultad de Teología del Norte, y fue catedrático de Antropología Teológica y Escatología en la Universidad Pontificia de Salamanca. Fue profesor invitado de la Universidad de Comillas y miembro de número del Instituto de Ciencias de la Religión de la Universidad de Oviedo. Fue uno de los fundadores de la edición española de la revista Communio. Revista Internacional de Teología.

## Obras
- Teología de la creación
- La Pascua de la creación
- El don de Dios
- Imagen de Dios (1988)
- El hombre y su muerte. Antropología teológica actual (1971)
- La otra dimensión. Escatología cristiana (1975)
- Muerte y marxismo humanista (1978)
- El último sentido (1980)
- Crisis y apología de la fe
- Creación, gracia y salvación (1993)